# NGC 5317
NGC 5317 (NGC 5364) je spiralna galaktika u zviježđu Djevici. Naknadno je utvrđeno da je NGC 5364 ista galaktika.

## Vanjske poveznice
- (engl.) SEDS: NGC 5317
- (engl.) Revidirani Novi opći katalog
- (engl.) Izvangalaktička baza podataka NASA-e i IPAC-a
- (engl.) Astronomska baza podataka SIMBAD
- (engl.) VizieR
- DSS-ova slika NGC 5317  Arhivirana inačica izvorne stranice od 5. ožujka 2016. (Wayback Machine)